# Nick Kyrgios
Nicholas „Nick“ Hilmy Kyrgios (* 27. April 1995 in Canberra, Australian Capital Territory) ist ein australischer Tennisspieler.

## Kindheit und Jugend
Nick Kyrgios wurde 1995 in Canberra geboren. Er ist der Sohn eines griechischen Vaters sowie einer halb-malaysischen Mutter und das jüngste von drei Geschwistern. Bis zu seinem achten Lebensjahr besuchte er das Radford College in Canberra. Bis er vierzehn war, betrieb er sowohl Basketball als auch Tennis. Er entschied sich für das Tennisspielen, da er hier seine Begabungen höher einschätzte. Mit 17 Jahren, im Januar 2013, gewann er das Juniorenturnier der Australian Open; er besiegte im Finale seinen Landsmann und Freund Thanasi Kokkinakis. Im Doppel hatte er bereits im Jahr davor die Juniorenkonkurrenzen der French Open und in Wimbledon gewonnen, jeweils an der Seite von Andrew Harris. 2013 verteidigte er mit Kokkinakis seinen Wimbledontitel im Doppel.

## Karriere

### Beginn der Profikarriere (2012–2013)
Zum ersten Mal auf der großen Bühne in Erscheinung trat Kyrgios 2012 bei der Qualifikation für die Australian Open, als er seine Erstrundenbegegnung gegen den Franzosen Mathieu Rodrigues in drei Sätzen verlor. Das restliche Jahr nahm er an diversen Turnieren der ITF Future Tour teil, wobei er einmal ein Halbfinale erreichte und einige Punkte für die Weltrangliste sammeln konnte. Am Ende des Jahres stand er im Einzel auf Position 843.
Das Jahr 2013 begann er wieder mit Qualifikationen für Turniere der ATP World Tour, konnte jedoch weder in Brisbane noch bei den Australian Open seine Auftaktpartien gewinnen. Im Doppel erhielt er zusammen mit Thanasi Kokkinakis eine Wildcard für das Hauptfeld. Sie verloren ihr Match gegen das Duo Rohan Bopanna und Rajeev Ram in zwei Sätzen. Danach trat er zum ersten Mal bei einem Turnier der ATP Challenger Tour an und erreichte im australischen Adelaide auf Anhieb das Halbfinale. Dank dieser Punkte machte er in der Rangliste knapp 270 Positionen gut. Bei seinem zweiten Challenger-Turnier in Sydney erreichte Kyrgios das Finale und stand dort seinem Landsmann Matt Reid gegenüber, den er in zwei Sätzen besiegen konnte. Damit feierte er den ersten großen Erfolg seiner Profikarriere.
Bei den French Open stand er erstmals im Hauptfeld eines Grand-Slam-Turniers, da er von der Turnierleitung eine Wildcard erhalten hatte. Er überraschte mit einem Erstrundensieg gegen den deutlich besser klassierten Radek Štěpánek, den er in drei Sätzen besiegte. In der zweiten Runde ließ ihm Marin Čilić keine Chance; Kyrgios verlor glatt in drei Sätzen. Bei den US Open schaffte er über die Qualifikation den Sprung ins Hauptfeld, schied dort jedoch in der ersten Runde gegen David Ferrer aus. Am Ende des Jahres stand er auf Position 182 der Weltrangliste, nachdem er über 650 Plätze gut gemacht hatte.

### Sieg gegen den Weltranglistenersten und Einzug in die Top100 (2014)
Die Saison 2014 begann Kyrgios dank einer Wildcard bei den Australian Open, wo er in der ersten Runde den Deutschen Benjamin Becker in vier Sätzen besiegte. In der zweiten Runde lieferte er sich mit der damaligen Nummer 28 der Welt, Benoît Paire, einen Fünfsatz-Krimi, der nach 3 Stunden und 20 Minuten zugunsten des Franzosen zu Ende ging. Dennoch konnte er in der Weltrangliste einige Plätze gut machen. Im Februar erhielt er in Memphis von der Turnierleitung eine Wildcard, schied jedoch bereits in der ersten Runde aus. Danach trat er wieder bei Challenger-Turnieren in Sarasota und Savannah an, die er beide hintereinander gewinnen konnte. Bei den French Open nutzte er wieder eine Wildcard, verlor jedoch sein Auftaktspiel gegen Milos Raonic in drei Sätzen. Beim Challenger-Turnier in Nottingham schaffte er über die Qualifikationsrunden den Sprung ins Hauptfeld. Er spielte sich bis ins Finale, das er gegen seinen Landsmann Samuel Groth in zwei Sätzen gewann. Damit feierte er seinen vierten Titel auf der ATP Challenger Tour.
Am 1. Juli 2014 besiegte er im Achtelfinale des Grand-Slam-Turniers in Wimbledon den Weltranglistenersten Rafael Nadal in vier Sätzen mit 7:6 (7:5), 5:7, 7:6 (7:5) und 6:3. Kyrgios war damit der erste Spieler nach Andrei Olchowski (gegen Jim Courier in Wimbledon 1992) und der erste Teenager seit Rafael Nadal (gegen Roger Federer bei den French Open 2005), der als Spieler außerhalb der Top 100 die Nummer eins der Welt bei einer Grand-Slam-Veranstaltung besiegte. Im Viertelfinale scheiterte Kyrgios an Milos Raonic in vier Sätzen.

### Erste Erfolge und Einzug in die Top20 (2015–2019)
Bei den Australian Open zog er 2015 zum ersten Mal ins Viertelfinale ein, wo er gegen Andy Murray in drei Sätzen verlor. In dieser Saison erreichte er zum ersten Mal ein Finale auf der ATP Tour, das Endspiel in Estoril verlor er allerdings gegen Richard Gasquet in zwei Sätzen. Die Saison 2016 verlief für Kyrgios erfolgreich, seinen ersten Titel gewann er in Marseille nach einem 6:2, 7:6 gegen Marin Čilić. Nach dem Miami Masters 2016 zog er zum ersten Mal in die Top 20 der Weltrangliste ein. Im August gewann er gegen John Isner das Turnier von Atlanta und im Herbst holte er seinen dritten Titel der Saison in Tokio, als er David Goffin in drei Sätzen bezwang. Dieser Turniersieg war der erste der ATP-World-Tour-500-Serie. Kurz nach diesem Turnier erreichte er mit Platz 13 den besten Weltranglistenplatz seiner Karriere. Auf diesem Rang schloss er auch die Saison ab.
2017 war Kyrgios besonders bei Masters-Turnieren erfolgreich. In Miami scheiterte er im Halbfinale in einem hochklassigen Match mit 6:7, 7:6, 6:7 an Roger Federer. In Cincinnati erreichte er sein erstes Masters-Finale, das er gegen Grigor Dimitrow mit 3:6, 5:7 verlor. Diese Saison konnte er auf Rang 21 abschließen. Das Jahr 2018 war für Kyrgios weniger erfolgreich, der einzige Höhepunkt war der Turniersieg zu Saisonbeginn in Brisbane gegen Ryan Harrison. Seinen fünften Karrieretitel gewann er gegen Alexander Zverev im März 2019 beim 500er-Turnier in Acapulco. Der sechste Titel folgte im August 2019 beim 500er-Turnier in Washington, D.C. gegen Daniil Medwedew.

### Verletzungen und Erfolge bei Grand-Slam-Turnieren (seit 2020)
Im Jahr 2020 verzichtete Kyrgios aufgrund der COVID-19-Pandemie auf zahlreiche Turniere. 2021 sagte er – teilweise auch verletzungsbedingt – ebenfalls einige Turniere ab, darunter auch die Olympischen Spiele. Das Jahr 2021 schloss er in der Weltrangliste auf Rang 93 ab. Im Januar 2022 nahm Kyrgios an den Australian Open teil, scheiterte aber in Runde zwei am späteren Finalisten Daniil Medwedew. Besser lief es für ihn im Doppelbewerb. Kyrgios und Thanasi Kokkinakis, die mit einer Wildcard ins Turnier starteten, gewannen mit dem Finalsieg über Max Purcell und Matthew Ebden den ersten Grand-Slam-Titel in ihrer Karriere. In Wimbledon zog Kyrgios ins Einzelfinale ein, in welchem er gegen Novak Đoković mit 6:4, 3:6, 4:6, 36:7 verlor. Seine Teilnahme an den Australian Open im Januar 2023 musste Kyrgios einen Tag vor seinem Erstrundenmatch wegen einer Knieverletzung absagen. Wegen weiterer Verletzungen spielte er im Jahr 2023 nur ein Match und sagte auch die Australian Open 2024 ab.

### Davis Cup
2013 gab Kyrgios beim Relegationsspiel gegen Polen sein Debüt für die australische Davis-Cup-Mannschaft. Beim 4:1-Sieg verlor er das Doppel an der Seite von Chris Guccione in fünf Sätzen. Beim bedeutungslosen fünften Spiel stand er im Einzel Michał Przysiężny gegenüber, der beim Stand von 4:1 im ersten Satz das Spiel verletzungsbedingt aufgab. Bei der Erstrundenbegegnung des Davis Cup 2014 gegen Frankreich verlor er seine beiden Einzelspiele gegen Gaël Monfils und Richard Gasquet. Am Ende gewannen die Franzosen mit 5:0 und zogen ins Viertelfinale ein.

### Verhalten auf dem Platz
Kyrgios erhielt für sein undiszipliniertes Verhalten auf dem Platz bereits mehrfach Verwarnungen und Geldstrafen.
Beim ATP-Turnier in Montreal 2015 kam es zu einem Eklat im Match gegen Stan Wawrinka. Kyrgios sagte deutlich hörbar, aufgefangen vom Platzmikrofon, aber nicht direkt an Wawrinka gerichtet, dass sich sein Freund Thanasi Kokkinakis und Wawrinkas damalige Freundin Donna Vekić körperlich näher gekommen seien: „Kokkinakis banged your girlfriend. Sorry to tell you that, mate“. Wawrinka hatte dies auf dem Platz nicht mitbekommen und zeigte sich später entrüstet.
Nach seiner Teilnahme am Shanghai Masters 2016 wurde er aufgrund seines unprofessionellen Auftretens zunächst für sechs Wochen gesperrt. Nachdem Kyrgios einwilligte, sich in sportpsychologische Behandlung zu begeben, wurde die Sperre auf drei Wochen verkürzt.
Beim Tennisturnier in Rom im Mai 2019 wurde Kyrgios zunächst wegen Fluchens verwarnt, schleuderte dann seinen Schläger und einen Stuhl über den Court und wurde hierfür vom Spiel disqualifiziert.
Nach dem Turnier in Indian Wells Anfang März 2022 musste Kyrgios wegen Fehlverhalten am Platz 25.000 US-Dollar zahlen. Unter anderem hatte er nach dem Viertelfinal-Aus gegen Rafael Nadal seinen Schläger auf den Boden geworfen, welcher dann beinahe einen Balljungen getroffen hatte. Nur wenige Wochen später wurde Kyrgios nach der Achtelfinal-Niederlage gegen Jannik Sinner beim Miami Masters mit einer Geldstrafe in der Höhe von insgesamt 35.000 US-Dollar belegt, nachdem er unter anderem den Stuhlschiedsrichter beschimpft und seinen Schläger zertrümmert hatte.

## Erfolge
| Legende (Anzahl der Siege)  |
| Grand Slam (1)              |
| ATP World Tour Finals       |
| ATP World Tour Masters 1000 |
| ATP World Tour 500 (5)      |
| ATP World Tour 250 (5)      |
| ATP Challenger Tour (4)     |

| Titel nach Belag |
| Hartplatz (10)   |
| Sand (1)         |
| Rasen (0)        |

### Einzel

#### Turniersiege

##### ATP World Tour
| Nr. | Datum            | Turnier              | Belag         | Finalgegner        | Ergebnis      |
| --- | ---------------- | -------------------- | ------------- | ------------------ | ------------- |
| 1.  | 21. Februar 2016 | Marseille            | Hartplatz (i) | Marin Čilić        | 6:2, 7:63     |
| 2.  | 7. August 2016   | Atlanta              | Hartplatz     | John Isner         | 7:63, 7:64    |
| 3.  | 9. Oktober 2016  | Tokio                | Hartplatz     | David Goffin       | 4:6, 6:3, 7:5 |
| 4.  | 7. Januar 2018   | Brisbane             | Hartplatz     | Ryan Harrison      | 6:4, 6:2      |
| 5.  | 3. März 2019     | Acapulco             | Hartplatz     | Alexander Zverev   | 6:3, 6:4      |
| 6.  | 4. August 2019   | Washington, D.C. (1) | Hartplatz     | Daniil Medwedew    | 7:66, 7:64    |
| 7.  | 7. August 2022   | Washington, D.C. (2) | Hartplatz     | Yoshihito Nishioka | 6:4, 6:3      |

##### ATP Challenger Tour
| Nr. | Datum          | Turnier    | Belag     | Finalgegner      | Ergebnis       |
| --- | -------------- | ---------- | --------- | ---------------- | -------------- |
| 1.  | 3. März 2013   | Sydney     | Hartplatz | Matt Reid        | 6:3, 6:2       |
| 2.  | 20. April 2014 | Sarasota   | Sand      | Filip Krajinović | 7:610, 6:4     |
| 3.  | 27. April 2014 | Savannah   | Sand      | Jack Sock        | 2:6, 7:64, 6:4 |
| 4.  | 14. Juni 2014  | Nottingham | Rasen     | Sam Groth        | 7:63, 7:67     |

#### Finalteilnahmen
| Nr. | Datum           | Turnier    | Belag     | Finalgegner     | Ergebnis            |
| --- | --------------- | ---------- | --------- | --------------- | ------------------- |
| 1.  | 3. Mai 2015     | Estoril    | Sand      | Richard Gasquet | 3:6, 2:6            |
| 2.  | 20. August 2017 | Cincinnati | Hartplatz | Grigor Dimitrow | 3:6, 5:7            |
| 3.  | 8. Oktober 2017 | Peking     | Hartplatz | Rafael Nadal    | 2:6, 1:6            |
| 4.  | 10. Juli 2022   | Wimbledon  | Rasen     | Novak Đoković   | 6:4, 3:6, 4:6, 6:73 |

### Doppel

#### Turniersiege
| Nr. | Datum           | Turnier          | Belag     | Partner            | Finalgegner                   | Ergebnis         |
| --- | --------------- | ---------------- | --------- | ------------------ | ----------------------------- | ---------------- |
| 1.  | 26. Mai 2018    | Lyon             | Sand      | Jack Sock          | Roman Jebavý Matwé Middelkoop | 7:5, 2:6, [11:9] |
| 2.  | 29. Januar 2022 | Australian Open  | Hartplatz | Thanasi Kokkinakis | Matthew Ebden Max Purcell     | 7:5, 6:4         |
| 3.  | 31. Juli 2022   | Atlanta          | Hartplatz | Thanasi Kokkinakis | Jason Kubler John Peers       | 7:64, 7:5        |
| 4.  | 7. August 2022  | Washington, D.C. | Hartplatz | Jack Sock          | Ivan Dodig Austin Krajicek    | 7:5, 6:4         |

## Leistungsbilanz

### Einzel
| Turnier1                   | 2025 | 2024 | 2023 | 2022  | 2021 | 2020  | 2019  | 2018  | 2017  | 2016  | 2015  | 2014 | 2013 | 2012 | Gesamt  |
| -------------------------- | ---- | ---- | ---- | ----- | ---- | ----- | ----- | ----- | ----- | ----- | ----- | ---- | ---- | ---- | ------- |
| Australian Open            | 1R   | –    | –    | 2R    | 3R   | 4R    | 1R    | AF    | 2R    | 3R    | VF    | 2R   | –    | –    | VF      |
| French Open                | –    | –    | –    | –     | –    | –     | –     | –     | 2R    | 3R    | 3R    | 1R   | 2R   | –    | 3R      |
| Wimbledon                  | –    | –    | –    | F     | 3R   | n. a. | 2R    | 3R    | 1R    | AF    | AF    | VF   | –    | –    | F       |
| US Open                    |      | –    | –    | VF    | 1R   | –     | 3R    | 3R    | 1R    | 3R    | 1R    | 3R   | 1R   | –    | VF      |
| Gewonnene Einzel-Titel     | 0    | 0    | 0    | 1     | 0    | 0     | 2     | 1     | 0     | 3     | 0     | 3    | 2    | 0    | 12      |
| Gesamt-Siege/-Niederlagen2 | 0:0  | 0:0  | 0:1  | 37:10 | 7:8  | 6:3   | 23:15 | 25:14 | 32:18 | 39:15 | 24:19 | 10:9 | 2:2  | 0:0  | 205:116 |
| Jahresendposition          |      | –    | –    | 22    | 92   | 45    | 30    | 35    | 21    | 13    | 30    | 52   | 186  | 828  | N/A     |

1 Turnierresultat in Klammern bedeutet, dass der Spieler das Turnier noch nicht beendet hat; es zeigt seinen aktuellen Turnierstatus an. Nachdem der Spieler das Turnier beendet hat, wird die Klammer entfernt.

2 Stand: 3. Februar 2025

### Doppel
| Turnier         | 2013 | 2014 | 2015 | 2016 | 2017 | 2018 | 2019 | 2020 | 2021 | 2022 | 2023 | 2024 | 2025 | Karriere |
| --------------- | ---- | ---- | ---- | ---- | ---- | ---- | ---- | ---- | ---- | ---- | ---- | ---- | ---- | -------- |
| Australian Open | 1    | —    | 1    | 1    | —    | 2    | 1    | —    | 2    | S    | —    | —    | 1    | S        |
| French Open     | —    | —    | 1    | 1    | AF   | —    | —    | —    | —    | —    | —    | —    | —    | AF       |
| Wimbledon       | —    | —    | —    | —    | —    | —    | —    |      | —    | —    | —    | —    | —    | —        |
| US Open         | —    | 1    | —    | AF   | 2    | —    | 2    | —    | —    | AF   | —    | —    |      | AF       |

### Mixed
| Turnier         | 2014 | 2015 | 2016 | 2017 | 2018 | 2019 | 2020 | 2021 | Karriere |
| --------------- | ---- | ---- | ---- | ---- | ---- | ---- | ---- | ---- | -------- |
| Australian Open | 1    | —    | 1    | —    | —    | —    | AF   | —    | AF       |
| French Open     | —    | —    | —    | —    | —    | —    |      | —    | —        |
| Wimbledon       | —    | 2    | —    | —    | —    | 1    |      | 2    | 2        |
| US Open         | —    | AF   | —    | —    | —    | —    |      | —    | AF       |